# Гурзанов, Егор Михайлович
Егор Михайлович Гурзанов (род. 18 июня 2002, Фокино, Приморский край) — российский хоккеист, нападающий клуба «Югра», мастер спорта России.

## Биография
Воспитанник пензенского «Дизеля».Первая школа «Рубин» г. Кузнецк. С сезона 2016/17 — в системе петербургского СКА. В сезоне 2018/19 дебютировал в «СКА-1946» в МХЛ. Обладатель кубка Харламова в составе СКА-1946 в сезоне 2021/22. С сезона 2022/23 — в команде ВХЛ «СКА-Нева». Был признан лучшим новичком октября в ВХЛ. 19 ноября 2022 года в гостевом матче СКА против «Нефтехимика» (1:2) дебютировал в КХЛ, сыграв семь секунд.